# Maher Sabry
Maher Sabry (árabe: ماهر صبري)  (El Cairo, Egipto, 11 de abril de 1967) (en árabe ماهر صبري) es un director de teatro y cine, dramaturgo, poeta, escritor, caricaturista, productor y guionista egipcio.  Activista gay, es el primer director en llevar reflejar temas gays y lésbicos en los escenario egipcios. Dirigió la primera película gay del cine egipcio All My Life (en árabe طول عمري , pronunciado Toul Oumry). Además ha publicado poesía en diversas publicaciones árabes. Marionette es su primera colección de poesía, publicada por Garad Books en El Cairo en 1998.
En 2005, fue miembro fundador de la Sociedad Fílmica Underground (EUFS) (en árabe الجمعية المصرية للأفلام المهمّشة) dedicada a la promoción de películas independientes egipcias que apoyen la libertad de expresión más allá de las restricciones legales, la censura y los valores tradicionales impuestos.

## Activismo Gay
- Como activista gay Maher Sabry ha participado en foros para la población LGBT egipcia en Internet, usando el pseudónimo "Horus".
- El 10 de mayo de 2001, cuando 52 hombres gais fueron arrestados en el incidente conocido como Escándalo del Queen Boat, Sabry lanzó una campaña contra los abusos de las autoridades hacia los gais y pidió apoyo de los grupos de internacionales de defensa de los derechos humanos, así como de las organizaciones gais. Se movilizó para recabar representación legal a los detenidos en el juicio.[2]
- En 2003, apareció en el documental de John Scagliotti titulado Dangerous Living: Coming Out in the Developing World. El documental trataba del caso de los 52 detenidos en El Cairo y en él aparecía una entrevista a Maher Sabry, así como entrevistas a activistas de Brasil, Honduras, Namibia, Uganda, Pakistán, India, Malasia, Vietnam, Fiji y las Filipinas.

## Filmografía
- 2008: All My Life

## Premios
- En 2002, recibió el Premio Felipa de Souza de la International Gay and Lesbian Human Rights Commission (IGLHRC), por su labor en el activismo gay.